# Маринович, Винко
Винко Маринович (серб. Винко Мариновић; род. 3 марта 1971, Вена) — югославский и боснийский футболист и тренер.

## Карьера футболиста
Родился в Австрии, однако в раннем возрасте вместе с родителями переехал в город Градишка. Футболом начал заниматься в местной команде «Козара», в которой он дебютировал на взрослом уровне. Во время Боснийской войны футболист перебрался на территорию Сербии. С 1995 по 1999 год Маринович играл за «Црвену Звезду», с которой становился чемпионом страны. В 1998 году провёл за сборную Югославии в товарищеском матче против Израиля.
Завершал свою карьеру в боснийских командах, последней из которых стала родная «Козара».

## Карьера тренера
В качестве наставника Маринович, помимо «Козары», возглавлял команды «Колубара» и «Борац» (Баня-Лука). В 2016 году привёл «Зриньски» к победе в чемпионате Боснии и Герцеговины.
С 2017 по 2019 год руководил молодежной сборной Босния и Герцеговины. В декабре 2019 года специалист был назначен на пост главного тренера клуба «Сараево».

## Достижения

### Футболиста
- Чемпион Союзной Республики Югославии (1): 1994/95
- Обладатель Кубка Союзной Республики Югославия (4): 1995, 1996, 1997, 1999
- Обладатель Кубка Митропы (1): 1992

### Тренера
- Чемпион Боснии и Герцеговины (2): 2015/16, 2019/20